# Edition Ruprecht
Edition Ruprecht ist ein 2005 von Reinhilde Ruprecht gegründeter Verlag für vor allem geisteswissenschaftliche Fachpublikationen. Verlagssitz ist Göttingen.

## Geschichte
Zum Jahreswechsel 2005/2006 wurde Edition Ruprecht über einen Kooperationsvertrag Verlag der Evangelisch-methodistischen Kirche Deutschlands (EmK), übernahm Einzeltitel und zwei Buchreihen des Christlichen Verlagshauses und führte sie fort. In Zusammenarbeit mit der Ausbildungsstätte der EmK, Theologische Hochschule Reutlingen, wurden zwei Buchreihen gegründet, weitere Methodistika erscheinen als Einzeltitel. Übernahmen wie 2006 des Buch- und Open-Access-Zeitschriftenverlags Dührkohp & Radicke oder von einzelnen Buchreihen und Zeitschriften wie Glaube und Lernen folgten neben der Gründung eigener Buchreihen wie Edition Ethik. Seit 2010 fungierte Edition Ruprecht über einen weiteren Kooperationsvertrag als Verlag der Selbständigen Evangelisch-Lutherischen Kirche (SELK) und kooperiert zudem mit deren Lutherischer Theologischer Hochschule Oberursel, u. a. für eine wissenschaftliche Zeitschrift, Einzeltitel, zwei wissenschaftliche Buchreihen, die Evangelisch-Lutherische Kirchenagende und eine Buchreihe mit „Verschenkheften“ zu Themen der Spiritualität. Inzwischen fungiert Edition Ruprecht nicht mehr als Partnerverlag der EmK und auch nicht der SELK. Beide Kirchen haben stattdessen Kooperationen mit der Evangelisch-Lutherischen Verlagsanstalt Leipzig vereinbart.
Seit 2006 erscheinen neue Titel zugleich als E-Book, seit 2011 sind einzelne Aufsätze aus Jahrbüchern und Zeitschriften online als E-Journal über Portale und auf den Homepages von Buchhandlungen erhältlich. 2024 begann, vor allem für den Vertrieb an wissenschaftliche Bibliotheken, eine Kooperation mit der Nomos eLibrary.